# 3358 Anikushin
A 3358 Anikushin (ideiglenes jelöléssel 1978 RX) a Naprendszer kisbolygóövében található aszteroida. Nyikolaj Sztyepanovics Csernih fedezte fel 1978. szeptember 1-jén.